# Бање у Канади
1. Извор Банф
2. Извор Мијет
3. Извор Харисон
4. Извор Рејдијум
5. Извор Фармонт
6. Извор Халсион
7. Извор Ејнсворт
8. Извор Накасп
9. Извор Канјон
10. Извор Ласијер
11. Извор Рам Крик
12. Извор Дјуар Крик
13. Извор Мигер Крик
14. Извор Скукумчак
15. Извор Лијард
16. Извор Лејтон
17. Извор Искут
18. Извор Острво
19. Извор Коув
20. Извор Ахаусат
21. Извор Карлсбад

Бање у Канади су насеља у Канади настала изградњом објеката и уређењем простора на местима где су извори геотермалне и минералне воде. Ту се убрајају: Банф Апер Хот Спрингс (енгл. Banff Upper Hot Springs) и Мијет Хот Спрингс (енгл. Miette Hot Springs у Алберти, Харисон (енгл. Harrison Hot Springs у Британској Колумбији и Карлсбад Спрингс (енгл. Carlsbad Springs у Онтарију. 
Ове бање су богате минералном водом, блатом, ваздухом и другим особеностима и сматра се да имају лековита својства, попут олакшавања нелагодности, убрзавања зарастања рана и опоравка од истих те помоћ у лечењу обољењa. Годишње их посети више од 400.000 људи како би наточили воде због лековитих особина. Неке бање су постале главна дестинација за летовање, док је неким бањама теже приступити.
Томас Гудиот, студент хемије и медицине на Колеџу Водам, започео је опсежну медицинску праксу у енглеском граду Бат 1668. године. Занимала су га лековита својства топлих, минералних вода, па је написао књигу о бањама. Након објављивања књиге, аристократија је била прва која је почела да обилази бање.
Први извор лековите воде у Канади откривен је 1883. године када су канадски пацифички железнички радници открили пећину и басене Хот Спринса у подножју сумпорне планине. Откриће је привукло пажњу нације и довело је до стварања првог канадског националног парка, Националног парка Банф. Европљани су први пут посетили ову бању годину дана касније, 1884. године. Дана 1. јула 1932. отворило се купалиште Апер Хот Спрингс, уз базен са сумпорном водом, купатила, парне собе, каде, тушеве и свлачионице.
Други минерални извор откривен је 1908. године. Рудари, у потрази за угљем копали су покрај планине која је била јако нестабилног терена. Подземне воде су успеле да избију на површину што је привукло пажњу владе. Након 11 година, рудник је затворен, а индустријске зграде су срушене. Од свега тога остала је само изворна вода са блатом и маховином. Најупорнији туристи су успели да приђу извору, а касније је направљен и пут како би се дошло до самог лековитог извора.

## Извори у Алберти

### Извор Банф
Банф је комерцијално развијени врући извор који се налази у Националном парку Банф у Алберти, у близини вароши Банф. Налази се на 126 км западно од Калгарија и 58 км источно од одмаралишта Лејк Луиз. Откривен 1883. године, извор од којег је створен базен, налази се на отвореном, а из базена пружа се поглед на планину Рундел. Извор се налази на 1585 метара надморске висине, што га чини највишим врелом у Канади.
Горња врела су једно од девет различитих топлих извора који се природно јављају у подручју Банфа. Вода из врућег извора тече кроз велику пукотину у стени која се назива „Пукотина сумпорне планине”. Извор воде налази се на вишим надморским висинама. Настају преласком воде кроз пукотине у планини, са планине Рундле на сумпорне планине. Како се вода спушта низ планину, она скупља топлоту и минерале. Стопе протока варирају сезонски. На пролеће вода тече преко 900 литара у минути што је највећи проток у години док је најмањи током зиме. Од раних 2000-их, проток до горњих врућих извора зауставља се на неколико месеци током зимских периода. У то доба вода из базена се мења како би служила као обичан базен. Температура воде је приближно 38 °C, што је најтоплији извор у Бафу.

#### Вода
Извор је широм света познат по својој минералној води и лековитим ефектима. Свако врело широм света јединствено је по својој мешавини минерала, гасова и температуре. Чак и сва различита врела у Банфу имају различите варијације садржаја минерала и температуре.
| Минерали   | Количина (мг/л) |
| ---------- | --------------- |
| Сулфат     | 572             |
| Калцијум   | 205             |
| Бикарбонат | 134             |
| Магнезијум | 42              |
| Натријум   | 6.6             |

#### Историја
Староседеоци су 1880-их први пут пронашли и користили извор. Користили су га за лечење. Године 1883. извор Банф су открили радници који су радили на канадској пацифичкој железници. Ово откриће је довело до развоја Националног парка Банф. Планирање објеката за вруће изворе у западној Канади започело је 1884. године посетама Европљана Канади. Врела су била популарна у европским земљама у то време, попут Бата, која се налази у Енглеској и позната по природним топлим изворима. Ови европски трендови утицали су на дизајн и развој канадских извора. Првобитно су сви врели извори Банф били у приватном власништву. Међутим, када је канадска влада купила земљиште за стварање националног парка Банф 1885. године, они су преузели власништво над изворима топлих извора јер се сада налазило на њиховом земљишту. Прва локација је изграђена 1886. године. Прва грађевина је била зграда и купатило од балвана. Са ширењем канадске пацифичке железнице 1888. године, популарност је порасла. Влада је почела да ствара путеве и стазе како би туристима олакшала путовање у то подручје. Године 1915. пут извора Банф отворен је за возаче и сада су туристи могли брже да дођу до локације. Влада Канаде је 1931. године купалиште у извору Банф прогласила регистрованом Савезном баштином. Од тада је подвргнут многим реновирањима како би га учинио једним од најпопуларнијих врућих извора у свом региону, годишње угостивши преко 300.000 посетилаца.

#### Реновирање
Прва изградња је била 1886. године, изградња брвнаре која се звала „купаоница” и виле. Она је претрпела пожар 1901. и 1931. године и оба пута је морала бити обнављана. Године 1904. влада Канаде изградила је одмаралиште Римрок, додавши два умиваоника са цементом, каде и базен за пливање. Године 1931, након другог пожара, влада Канаде је почела да обнавља купалиште. Године 1932. отвара се новообновљено купатило, са додацима базена са сумпорном водом, парна купатила, каде, тушеви и свлачионице. Ова обнова је била покушај владе да модернизује парковске објекте додавањем луксузних надоградњи које би могле бити супарници осталим међународним бањама. Године 1961. реконструисан је велики слив и обновљено унутрашње купатило. Године 1995. купалиште је поново обновљено и отворено 1996. године са новим спа центром, рестораном и продавницом сувенира како би пратили све туристичке активности.

#### Туризам
Извори су почели да постају популарни 1888. године када су туристи путовали како би се могли опустити и искористити здравствене предности у врућој минералној води. Туристи из целог света путовали би по „лек” за који су веровали да је у води. Натопили би се у води и попили је. Развојем трансканадског аутопута популарност је стекао и национални парк Банф. Будући да је Банф био канадско средиште за многе активности на отвореном, извор Банф је постао популарнији као место за умирење болних мишића. Туризам горњих врела Банфа увек је био популаран, али се великом брзином повећавао од 2000-их и процењује се да преко 300.000 људи посети извор сваке године.

### Извор Мијет
Извор Мијет је комерцијално развијени врућ извор који се налази у националном парку Џаспер, највећем националном парку у канадском делу Стеновитих планина и близу Џаспера, општини са специјалним статусом и административним центром националног парка. Извор воде је спроведен све до базена који је на отвореном. Температура воде је приближно 40 °C.
Базен је изграђен 1919. године. Током копања руде, копачи су пробили део планине где се данас налази извор ове лековите воде. Надомак извора изграђен је базен за посетиоце али због нестабилних стена и стрмог пута, базен је премештен 1 км северно али се и данас може посетити стари базен који је један од главних атракција овог региона. Минерална вода је богата сулфатом, калцијумом и калијумом и загрева се путем земљине коре.
Извор Мијет има најтоплију воду у канадским Стеновитим планинама. Сезона се отвара 1. маја, а затвара 12. октобра.

## Извори у Британској Колумбији

### Извор Харисон
Извор Харисон се налази у Британској Колумбији, 100 км од канадског града Ванкувера, највећег града у западном делу земље. Познат је по врућим изворима. Као и остале бање у овом делу, извор је откривен захваљујући рударству 1871. године. Данас постоје два врела, „Поташ” (температуре 40 °C) и „Сумпор” (температуре 65 °C). Оба врела имају велику концентрацију минерала изнад нормале. Температура воде се пење и до 65 °C али се и брзо хлади због климатских услова.
Због стрме и несигурне локације, неки геолози сматрају да би се нестабилно лице на планини Брекендрик, у северном делу, могло срушити у језеро, стварајући велики талас који би могао уништити град Харисон.

#### Историја
Извор Харисон је мала одмаралишна заједница од 1886. године, када је отворена канадска пацифичка железница. Иако је одмаралиште годинама цветало, након што су хотелијери искористили откриће да вода није хладна већ топла, извор Харисон је основан тек 1949. Његови топли извори главна су атракција за туристе који долазе да одседају у сеоској бањи. Првобитно су били коришћени и поштовани од староседелаца који живе дуж реке Харисон, у близини.

#### Демографија
| Попис становништва у Канади 2016. |               |                     |
|                                   | Извор Харисон | Британска Колумбија |
| Просечна старост                  | 57.6 година   | 43.0 година         |
| Испод 15 година                   | 9.9%          | 14.9%               |
| Преко 65 година                   | 35.2%         | 18.3%               |
| Протестант (2001)                 | 37%           | 31%                 |
| Католик (2001)                    | 16%           | 17%                 |

Број становника Харисона повећавао се у периоду између 1991—2001. Према попису становништва из 1991, у Харисону је живело 655 људи, а према попису из 1996, 898 људи. Према попису из 2001. године — 1.343, а према подацима пописа из 2006 — 1.573 човека. Пописи из 2011. и 2016. показују благо смањење броја становника, на 1.468.

#### Економија
Главна привредна делатност извора Харисон је туризам, у односу на термалне изворе са више од половине запослења у услужним делатностима, а већина остатка је подељена кроз малопродају, државу, грађевинарство и производњу, као и мање активности у осталим областима.

#### Атракције
Највећа атракција извора Харисон су извори, као и јавна уметничка галерија, обилазак језера морским чамцима, голф терен са девет рупа. Извор Харисон је у јулу домаћин фестивала уметности, десетодневне прославе светске музике и уметности. Годишњи фестивал садржи бесплатне концерте на отвореном, на плажи, вечерње представе, изложбе визуелне уметности, разне радионице и две викенд уметничке пијаце. Фестивал Харисон, такође, представља десет до дванаест професионалних догађаја извођачке уметности између септембра и маја сваке године.

#### Влада
Корпорација извора Харисон основана је као општина 1949. године на иницијативу пуковника Ендру Нејсмита. Има градоначелника и четири одборника.

### Извор Рејдијум
Извор Рејдијум има 776 становника. Смештен је у региону Источни Кутни, у Британској Колумбији. Добило је име по топлим изворима смештеним у оближњем националном парку Кутни.
Врела су добила име по радиоактивном елементу након анализе воде која је показала да садржи мале трагове радона који је производ распадања радијума. Зрачење током купања је сасвим мало; отприлике 0,13 милирема (1,3 μСв). Концентрација радона у ваздуху је око 23 пикокирија (0,85 Бк) по литру, што је више од нивоа (4 пикокирија по литру) на којем је ублажавање неопходно у резиденцијама; али је такође ниско (око 0,7 мрем или 7,0 μСв за полусатно купање). Сам комплекс врућих извора налази се тик унутар националног парка и садржи два велика базена, један 29, а други 39 степени.

#### Географија
Рејдијум се налази 16 км северно од туристичког града Инвермер и 105 км јужно од Голдена. Налази се на раскрсници аутопута 95 и аутопута 93, у долини реке Колумбија.
Дивљина у овом подручју укључује мула јелене, медведе гризли, црне медведе, планинске козе и муфлоне.